# شبه‌جزیره آلاسکا

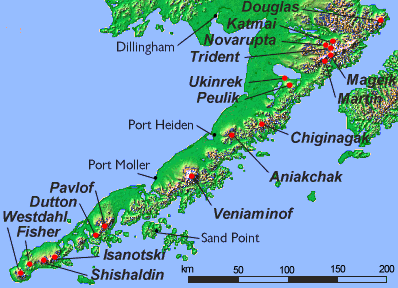
نقشه‌ی آتشفشان‌های شبه جزیره آلاسکا

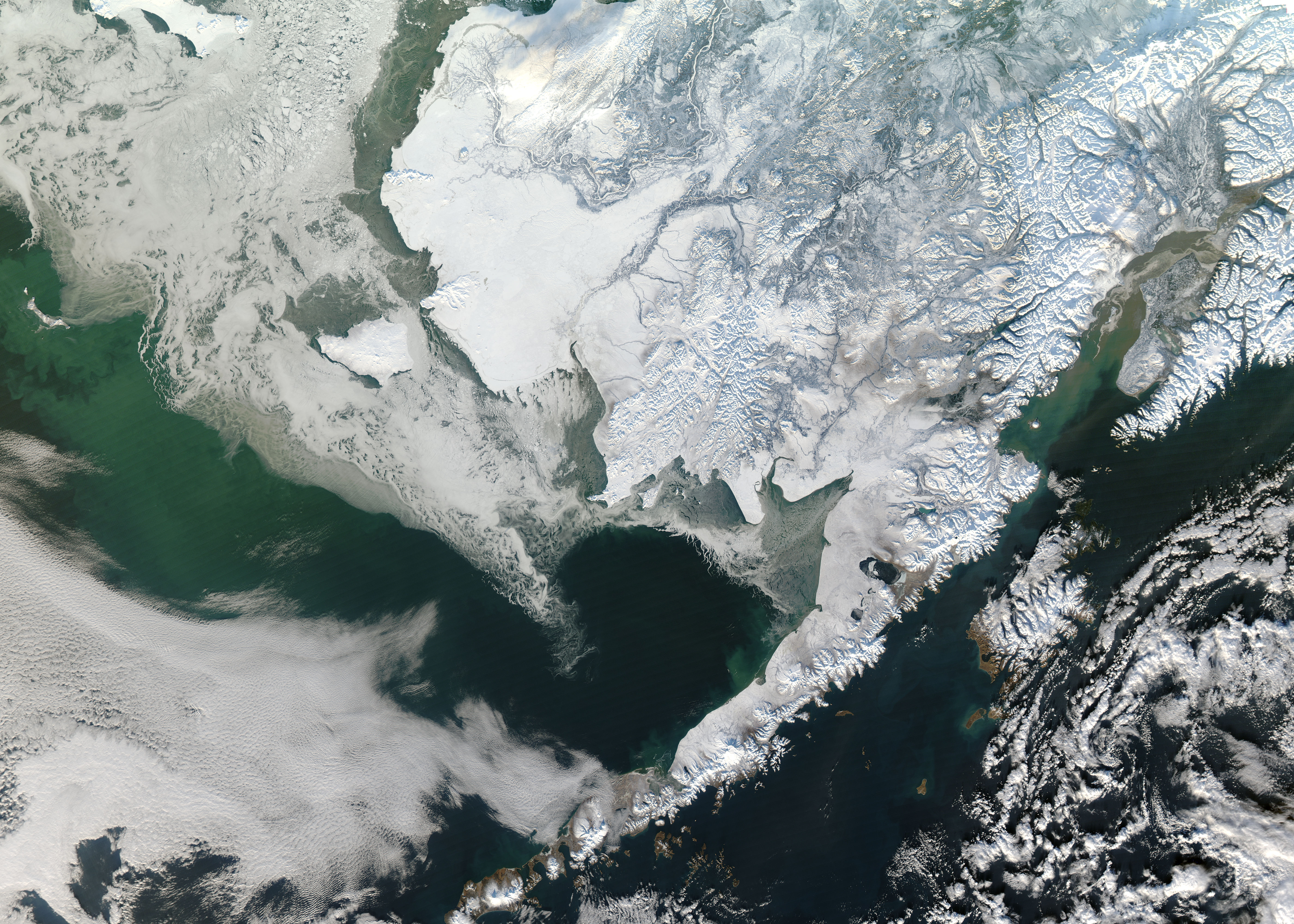
تصویر هوایی در فصل زمستان از بخش غربی و جنوبی ایالت آلاسکا، شبه جزیره آلاسکا (میانه عکس)

شبه جزیره آلاسکا شبه جزیره‌ای است به طول ۸۰۰ کیلومتر که از جنوب غربی آلاسکا آغاز می‌شود و به جزایر آلیوتی پایان می‌یابد. این شبه جزیره، اقیانوس آرام را از خلیج بریستول جدا می‌کند.